# Zagon na Koziatyn

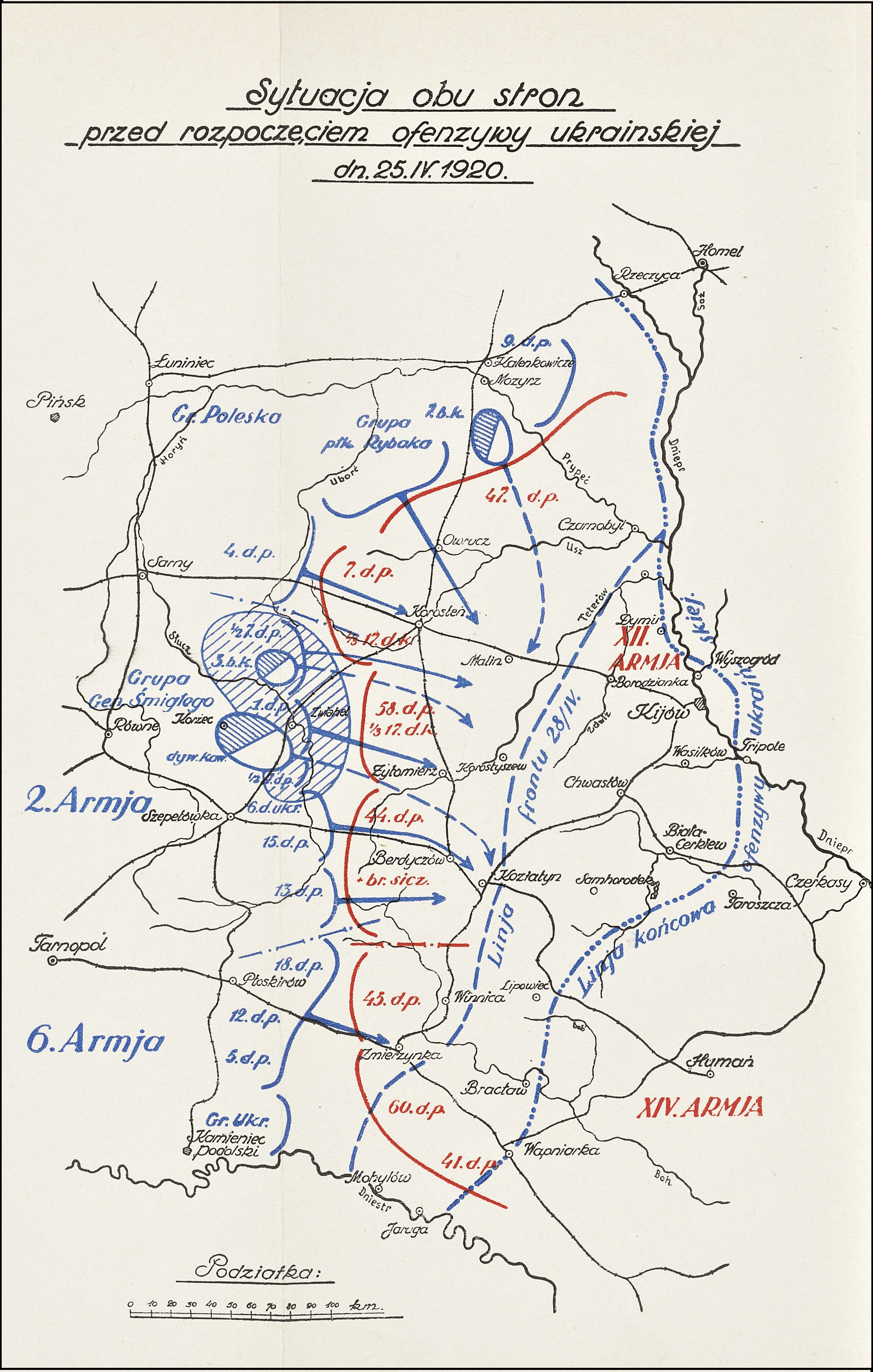
Gen. Tadeusz Kutrzeba
Wyprawa kijowska 1920 roku.

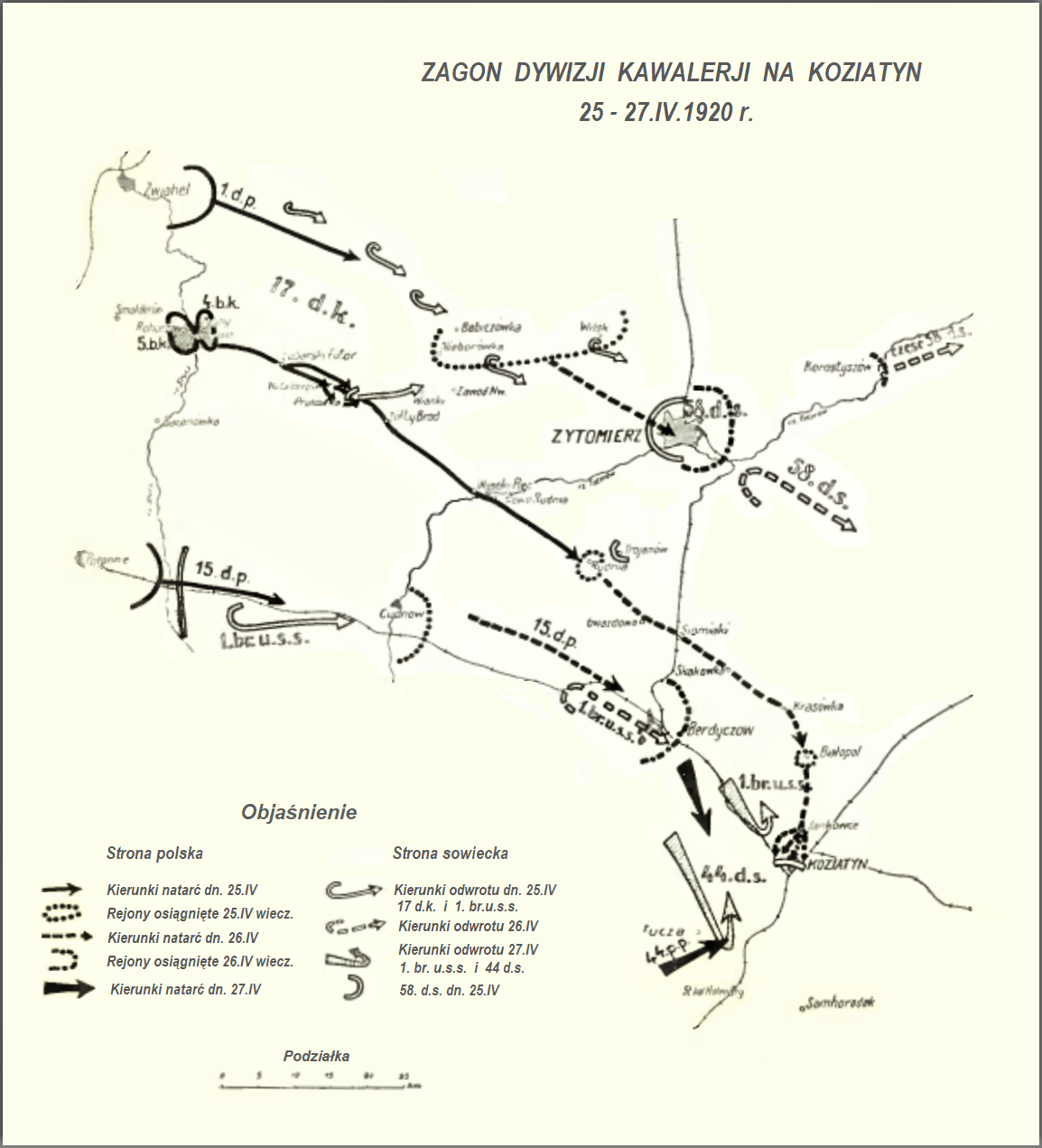
Otton Laskowski (red.)
Encyklopedia wojskowa, T. 4

Zagon na Koziatyn – rajd polskiej kawalerii wykonany podczas wyprawy kijowskiej, będącej częścią wojny polsko-bolszewickiej w dniach 25–27 kwietnia 1920 roku, mający na celu zdobycie Koziatyna, węzła kolejowego na południowy zachód od Kijowa, pod Berdyczowem, położonego w tym czasie 140 km od linii frontu.

## Walki
Decyzja o zagonie zapadła w kancelarii Józefa Piłsudskiego, ówczesnego Naczelnika Państwa i równocześnie Naczelnego Wodza. Operacja była zaplanowana na początku kwietnia 1920 r. Zajęcie węzła miało przeciąć połączenia pomiędzy bolszewickimi dywizjami na prawym brzegu Dniepru. Jego opanowanie, wraz z równoczesnym zajęciem Koziatyna i Żytomierza, miało zdezorganizować zaplecze i system dowodzenia. Do wykonania zadania wyznaczono 1 Dywizję Jazdy, organizowaną od 13 kwietnia przez gen. Jana Romera. W skład dywizji weszły dwie brygady: 4 (2, 9, i 14 pułki ułanów oraz dwie baterie artylerii konnej) i 5 (1 i 16 pułki ułanów, 2 pułk szwoleżerów, i dwie baterie artylerii konnej), w sumie sześć pułków i dwa dywizjony artylerii konnej, przeszło 2 tys. ułanów i 16 dział. 1 Dywizja Jazdy miała opanować Koziatyn w drugim dniu operacji i utrzymać go do czasu nadejścia 15 Dywizji Piechoty, nacierającej wzdłuż marszruty Prutówka - Rudnie - Białopol.
Koncentracja oddziałów odbyła się w rejonie Zwiahla 24 kwietnia. Pułki i dywizjony doszły na czas. Pułki dążyły do rejonu koncentracji z różnych stron. 2 pułk szwoleżerów i 1 pułk ułanów jechały z Pomorza, gdzie wchodziły w skład Frontu Północnego. 14 pułk ułanów jechał z Żółkwi, gdzie w trybie alarmowym poderwano go w pierwszy dzień Wielkanocy. Pozostałe oddziały, stacjonujące na Kresach, dotarły do Zwiahla marszem konnym. Dywizja była improwizowanym związkiem taktycznym. Pułki stanowiły przekrój całej polskiej jazdy, liczącej dwadzieścia pułków, nie licząc nieregularnego Tatarskiego pułku jazdy i pięciu pułków strzelców konnych – rozdzielonych dywizjonami pomiędzy dywizje piechoty. W Dywizji były dwa pułki z Korpusów Wschodnich: 1 pułk ułanów – znany z szarży pod Krechowcami na Niemców i Austriaków 24 lipca 1917 oraz 14 pułk ułanów  wsławiony bitwą na Ukrainie pod Jazłowcem 11-13 lipca 1919, niemal zaraz po powrocie pułku do kraju z Kubania i Odessy. 2 pułk szwoleżerów, zwany Rokitniańskim, wsławiony szarżą swojego drugiego szwadronu ówczesnych ułanów legionowych II Brygady na okopy rosyjskie pod Rokitną 13 czerwca 1915. W skład dywizji wchodziły dwa pułki z armii austriackiej, zwane potocznie "austriackimi": 8 – dawny 1 pułk Ułanów Cesarskich i 9 – utworzony z kadry austriackiego 3 pułku strzelców konnych. Wreszcie 16 pułk ułanów, utworzony po zwycięstwie powstania wielkopolskiego. Pułki były różnie umundurowane i uzbrojone.
25 kwietnia 1920 dywizja o godz. 4.00 rozpoczęła marsz. W ciągu dwu dni miała pokonać 170 km, by w nocy 26 na 27 kwietnia rozpocząć natarcie. 25 kwietnia maszerujący na czele Dywizji 14 Pułk Ułanów Jazłowieckich zbliżył się do mostu na Słuczy, gdzie wizytował Dywizję Naczelnik Państwa Józef Piłsudski. 9 pułk ułanów 25 kwietnia musiał szarżować na kawalerię bolszewicką, która odpowiedziała kontratakiem, odpartym przez karabiny maszynowe 9 pułku ułanów. 26 kwietnia pierwszy szwadron ułanów krechowieckich z pionierami wysadził most kolejowy na trasie z Żytomierza do Berdyczowa. Tego dnia straż tylna dywizji weszła w kontakt ogniowy z nadjeżdżającym z Berdyczowa pociągiem pancernym. To wskazywało, że bolszewicy nie dadzą się w Koziatynie zaskoczyć. Pionierzy brygady wysadzili tory prowadzące z Kijowa do Koziatyna. 27 kwietnia rozpoczęło się generalne natarcie na dworce. Nieprzyjaciel był dobrze przygotowany i bronił się zawzięcie. Na dworcach było wiele eszelonów z wojskiem, wśród nich szkoła oficerska. Granaty z dział towarzyszących pułkom i granaty ręczne rzucane do wagonów oraz szturm o godz. 6 rano załamały nieprzyjaciela i zmusiły go do poddania. Ułani 1 i 14 pułku parli z dzikim krzykiem wzdłuż wagonów w kierunku stacji osobowej. Opór stawiali tylko komisarze; żołnierze sowieccy poddawali się przy pierwszym wezwaniu.
Polacy wzięli do niewoli przeszło 2 tys. jeńców, zdobyli 80 lokomotyw, 2000 wagonów, w tym 7 pociągów sanitarnych, 2 pociągi kąpielowe, mnóstwo cennych materiałów sanitarnych i żywności. Odcięto odwrót 44 Brygadzie sowieckiej i jednej brygadzie ukraińskiej. Liczba jeńców wzrosła do 8500. Zdobyto 27 armat, 176 karabinów maszynowych, 4800 karabinów, amunicję, inne uzbrojenie i sprzęt. Polacy stracili w walkach 9 żołnierzy i 33 rannych.
28 kwietnia przybył do Koziatyna Józef Piłsudski i francuski generał Paul Henrys, który pogratulował gen. Romerowi zwycięstwa, jednak podkreślił konieczność utrzymywania łączności w czasie walki (dywizja, wobec braku meldunków przez dwa dni uważana była przez Piłsudskiego jako rozproszona). 30 kwietnia nadciągnęły do Koziatyna oddziały polskiej piechoty, które obsadziły miasteczko i węzeł kolejowy oraz  zabezpieczyły zdobycze. 2 maja Dywizja jazdy ruszyła ku Białej Cerkwi, którą zdobyła. 7 maja Dywizja jazdy stanęła nad Dnieprem.
Zdobycie Koziatyna zdezorganizowało całe prawe skrzydło sowieckiej 12 Armii. Polska  Dywizja Jazdy, działając na tyłach bolszewickiej 12 Armii, odebrała wojskom sowieckim możliwość odwrotu i ucieczki drogami kolejowymi. Wobec zamknięcia odwrotu na Koziatyn większość 44 Dywizji Strzelców i ukraińska Brygada Strzelców Siczowych skapitulowały.